# يوجين ستاريكوف
يوجين ستاريكوف (بالأوكرانية: Євген Валерійович Старіков)‏ هو لاعب كرة قدم أمريكي في مركز الهجوم، ولد في 17 نوفمبر 1988 في أوديسا في أوكرانيا. شارك مع منتخب الولايات المتحدة تحت 23 سنة لكرة القدم ومنتخب الولايات المتحدة لكرة القدم. أما مع النوادي، فقد لعب مع إندي إليفن وتشورنومورتس أوديسا وتوم تومسك وزينيت سانت بطرسبرغ ونادي روستوف.

## وصلات خارجية
- يوجين ستاريكوف على موقع Soccerway.com (الإنجليزية)
- يوجين ستاريكوف على موقع عالم كرة القدم.نت (الإنجليزية)